# Chromis vanderbilti
Chromis vanderbilti, thường được gọi là cá thia Vanderbilt, là một loài cá biển thuộc chi Chromis trong họ Cá thia. Loài này được mô tả lần đầu tiên vào năm 1941.

## Phân bố và môi trường sống
C. vanderbilti có phạm vi phân bố tương đối rộng rãi ở vùng biển Tây Thái Bình Dương. Chúng được tìm thấy từ đảo Đài Loan, trải dài về phía đông đến quần đảo Hawaii và Pitcairn; phía bắc đến quần đảo Izu; phía nam đến bãi cạn Rowley (ở phía đông nam Ấn Độ Dương) và đảo Lord Howe. C. vanderbilti sống xung quanh những rạn san hô và đá ngầm gần bờ và cả xa bờ, ở độ sâu khoảng từ 2 đến 20 m.

## Mô tả
C. vanderbilti trưởng thành dài khoảng 6 cm. Cơ thể có màu nâu xám, hai bên thân màu vàng với các hàng chấm tròn màu xanh lam. Rìa của phần gai vây lưng có màu vàng; vây hậu môn phần lớn màu đen. Vây đuôi có thùy trên màu vàng và thùy dưới màu đen.
Số gai ở vây lưng: 12; Số tia vây mềm ở vây lưng: 10 - 12; Số gai ở vây hậu môn: 2; Số tia vây mềm ở vây hậu môn: 10 - 12; Số tia vây mềm ở vây ngực: 16 - 18; Số gai ở vây bụng: 1; Số tia vây mềm ở vây bụng: 5; Số vảy đường bên: 16 - 18.
Thức ăn của C. vanderbilti là những loài sinh vật phù du. Chúng thường bơi theo đàn hoặc sống đơn độc, ở gần các vách đá hoặc ẩn mình trong các hòn đá cuội. Cá đực có tập tính bảo vệ và chăm sóc những quả trứng.